# Orthotylus ericetorum
Orthotylus ericetorum är en insektsart som först beskrevs av Carl Fredrik Fallén 1807.  Orthotylus ericetorum ingår i släktet Orthotylus, och familjen ängsskinnbaggar. Arten är reproducerande i Sverige.